# Myiarchus yucatanensis
Myiarchus yucatanensis là một loài chim trong họ Tyrannidae.